# Peperomia pteroneura
Peperomia pteroneura är en pepparväxtart som beskrevs av C. Dc.. Peperomia pteroneura ingår i släktet peperomior, och familjen pepparväxter. Inga underarter finns listade i Catalogue of Life.